# Parque Estadual da Quineira
O Parque Estadual da Quineira é um parque estadual do estado de Mato Grosso, Brasil. Ele protege uma pequena área de floresta na cidade de Chapada dos Guimarães, e a floresta, por sua vez, protege o principal abastecimento de água da cidade.

## Localização
O Parque Estadual da Quineira fica no município de Chapada dos Guimarães, Mato Grosso. Possui uma área de 31 hectares. O parque fica na Bacia Sedimentar do Paraná, na região do Planalto de Guimarães. O parque contém a principal captação de água da cidade homônima, o Córrego do Quineira nascendo no sul do parque, possuindo um comprimento de 2 688 metros e ocupa parte da área urbana. Sua microbacia está localizada na sub-bacia do rio Cachoeirinha, na bacia do rio Cuiabá.
Um estudo sobre a qualidade da água realizado em 2013 constatou a presença de bactérias coliformes em todo o riacho, com níveis mais elevados a jusante do parque. Escherichia coli estava presente em níveis relativamente baixos perto das nascentes do riacho dentro do parque, provavelmente proveniente de animais silvestres. Mais abaixo, os níveis de Escherichia coli aumentaram significativamente, indicando descarga de esgoto. O estudo concluiu que o parque estava relativamente não contaminado, mas o acesso deveria ser limitado a estudantes e pesquisadores.

## História
O local era uma área de preservação permanente que foi convertida em parque municipal em 2002 e em parque estadual em 2006. O Parque Estadual da Quineira foi criado pela lei 8.615, de 26 de dezembro de 2006. O objetivo era garantir a proteção dos recursos naturais, preservar amostras significativas dos ecossistemas existentes na área e apoiar o uso público, a educação e a pesquisa científica sem prejudicar o meio ambiente. O estado poderia fazer trilhas ecológicas e construir uma barragem após o devido estudo de impactos ambientais.
Em maio de 2014 foi noticiado que o município aprovou a construção de um albergue de luxo a 10 metros do parque, contrariando o Código Florestal Brasileiro, que determina que deve haver uma zona protegida de 50 metros ao redor de nascentes e fontes de água. O projeto não possuía licença ambiental da SEMA, órgão estadual de meio ambiente. O proprietário alegou que estava trabalhando dentro da lei, reformando um prédio antigo e não fazendo nada para prejudicar o meio ambiente, já que a pousada deveria ter selo verde.
No dia 11 de novembro de 2015, manifestantes na Chapada dos Guimarães exigiram ações para restaurar o parque. O município era responsável pela fiscalização do parque, mas não o fez. Moradias irregulares foram construídas dentro do parque, o lixo foi despejado nele e o esgoto fluiu para o parque vindo das casas e lojas ao redor.